# Filmófono
Compañía cinematográfica española creada por el ingeniero de sonido y empresario vasco Ricardo María de Urgoiti y el cineasta aragonés Luis Buñuel en el año 1935. 
En un principio Filmófono fue el nombre con que bautizó Urgoiti su sistema de sincronización sonora de películas, para cuya aplicación fundó en 1929 el estudio de sonorización con el mismo nombre, en un momento en que se estaban implantando las películas sonoras. De hecho, la sincronización para las escenas sonoras de la película Fútbol, amor y toros fue realizada por la empresa española. El largometraje dirigido por Florián Rey fue el primer filme español sonoro en ser estrenado en cines. A partir de esta actividad las actividades de la empresa pasaron a la importación y distribución de películas extranjeras en España, particularmente soviéticas y francesas. Igualmente se introdujo en la exhibición a través de una pequeña red de salas de cine y de la creación del cine club Proa Filmófono. Al frente de este último Urgoiti colocaría a Luis Buñuel, quien ya acreditaba cierta experiencia en este tipo de actividades, al ser fundador del primer cine club del que se tiene noticia en España. Urgoiti utilizaría en parte el cineclub Proa Filmófono como plataforma de ciertas películas que luego distribuía Filmófono, colaborando con ello a la diversificación de títulos y procedencias en la cartelera española.
Tras esta estrecha colaboración, Buñuel le propuso a Urgoiti la creación, con capital de ambos, de una compañía productora a lo cual éste accedió iniciando, con el mismo nombre de Filmófono, sus actividades en 1935. Buñuel tenía en mente desarrollar el método de producción estadounidense que había conocido durante su estancia en Hollywood, ampliar la temática del cine español hacia unos terrenos diferentes de las españoladas y adaptaciones zarzueleras que a la sazón imperaban y crear un cine popular cercano a los nuevos valores que propugnaban los sectores sociales que apoyaban la República.
Para conseguir estos objetivos Buñuel se rodeó de un plantel de colaboradores de calidad. Entre ellos destacaban Eduardo Ugarte como guionista, Eduardo García Maroto como montador, José María Beltrán como director de fotografía, y en la parte actoral Angelillo, Carmen Amaya o Ana María Custodio, entre otros.
Filmófono, entre 1935 y 1936, produjo cuatro películas: Don Quintín el amargao, dirigida por Luis Marquina, La hija de Juan Simón, dirigida por José Luis Sáenz de Heredia, Nemesio Sobrevila y Luis Buñuel, ¿Quién me quiere a mí?, dirigida por José Luis Sáenz de Heredia y Centinela alerta, dirigida por Jean Grémillon. 
A pesar del gran éxito de público de estas cintas el golpe de estado franquista, la subsiguiente guerra que provocó y la derrota de la República, provocaron la interrupción de las actividades de la empresa. Al igual que gran parte del equipo técnico y artístico de Filmófono, tanto Urgoiti como Buñuel hubieron de exiliarse, el primero en Argentina y el segundo, después de una estancia en Francia y EE. UU., en México.
A pesar de ello Urgoiti, produciría dos películas más en Argentina con el sello Filmófono: La canción que tú cantabas, dirigida por Miguel Mileo en 1939 y Mi cielo de Andalucía, dirigida por el propio Urgoiti en 1942. A partir de este año Urgoiti no vuelve a producir ningún filme más, alejándose definitivamente del mundo del cine, poniendo fin a las actividades productoras de Filmófono.